# Бєлих
Бєлих (араб. البليخ; Нахр-Белих; Ель-Белих) — річка в Туреччині і Сирії, ліва притока Євфрату. Річка бере початок в Туреччині, тече з півночі на південь повз Харана і впадає в Євфрат на схід від міста Ракка.

## Історичні відомості
В клинописних текстах ІІ та І тисячоліть до н. е. називають Бєлиху, живиться кількома джерелами вздовж свого русла та тече на південь, щоб злитися з річкою Євфрат у місці злиття, де протягом історії розташовувалися важливі поселення: Тель-Зейдан у преісторії, пізніше місто Туттуль (Тель-Біа) та ранньоісламське та сучасне місто Ракка. Поселення вздовж річки завжди складалося з ділянок невеликого розміру (щонайбільше 15 гектарів, можливо, триста мешканців), хоча кілька – Тель-Сабі Аб'яд, Тель-Хаммам ет-Туркман та Тель-Біа – були розкопані. Річка перетинає кліматичні зони, починаючи з району на півночі, який отримує достатньо опадів для вирощування зернових культур, через район у її південній течії, де заселення залежить від зрошення. Відповідно, потік річки був відведений для зрошувальних каналів, і сьогодні вона фактично є сезонним потоком.
На берегах цієї річки в епоху неоліту розташовувався один з найдавніших протоміст культури Убейд. У верхів'ях річки (відомої Плутарх у як Балліс) в I ст. до н. е. сталася Битва при Каррах, у результаті якої римські легіони Красса зазнали нищівної поразки від парфян.